# Lanuéjols (Gard)
Lanuéjols település Franciaországban, Gard megyében. Lakosainak száma 339 fő (2022. január 1.). Lanuéjols Nant, La Roque-Sainte-Marguerite, Saint-André-de-Vézines, Veyreau, Meyrueis, Dourbies, Revens, Saint-Sauveur-Camprieu és Trèves községekkel határos.

## Népesség
A település népességének változása:
| Lakosok száma | 379  | 337  | 304  | 330  | 333  | 357  | 355  | 350  | 339  | 339  |
|               | 1968 | 1975 | 1990 | 1999 | 2006 | 2017 | 2018 | 2019 | 2021 | 2022 |